# أندرو أرمسترونغ
أندرو أرمسترونغ (بالإنجليزية: Scot Armstrong)‏ هو كاتب سيناريو أمريكي، ولد في 22 سبتمبر 1970.

## وصلات خارجية
- أندرو أرمسترونغ على موقع IMDb (الإنجليزية)
- أندرو أرمسترونغ على موقع قاعدة بيانات الفيلم (الإنجليزية)